# Xavier Affentranger
Xavier Affentranger, född 1 december 1897, var en schweizisk vinteridrottare. Han var aktiv inom längdåkning, nordisk kombination och backhoppning under 1920-talet.

## Karriär
Xavier Affentranger deltog i olympiska vinterspelen 1924 i Chamonix i Frankrike. Han tävlade i samtliga nordiska grenar. I backhoppningen slutade han på 24:e plats av 27 startande. I 18 kilometer längdåkning slutade Affentranger på 22:a plats. I tävlingen i nordisk kombination blev Affentranger nummer 14 i längdskidåkningen och nummer 16 i backhoppningen. Totalt slutade han på 17:e plats.
Affentranger var med i det första världsmästerskapet 1925 i Johannisbad (Janské Lázně) i dåvarande Tjeckoslovakien och blev den första schweizare som vann en medalj i ett världsmästerskap i nordisk skidsport. Affentranger slutade på tredje plats i nordisk kombination efter segrande Otakar Německý och silvermedaljören Josef Adolf, bägge från Tjeckoslovakien.